# Dekanat Rákosi-Centrum
Dekanat Rákosi-Centrum – jeden z 16 dekanatów rzymskokatolickiej archidiecezji ostrzyhomsko-budapeszteńskiej na Węgrzech. 
Według stanu na kwiecień 2018 w skład dekanatu Rákosi-Centrum wchodziło 10 parafii rzymskokatolickich. 

## Lista parafii
W skład dekanatu Rákosi-Centrum wchodzą następujące parafie:
1. Parafia św. Anny w Budapeszcie-Árpádföld
2. Parafia św. Marii Magdaleny w Budapeszcie-Cinkota
3. Parafia św. Józefa w Budapeszcie-Mátyásföld
4. Parafia św. Jana Nepomucena w Budapeszcie-Rákoscsaba
5. Parafia św. Elżbiety w Budapeszcie-Rákoscsaba-Újtelep
6. Parafia św. Teresy z Lisieux w Budapeszcie-Rákoshegy
7. Parafia Świętego Krzyża w Budapeszcie-Rákoskeresztúr
8. Parafia Najświętszej Maryi Panny Pani Węgierskiej w Budapeszcie-Rákosliget
9. Parafia św. Michała w Budapeszcie-Rákosszentmihály
10. Parafia Chrystusa Króla w Budapeszcie-Sashalm